# Marquesado de Villalba (1693)
El marquesado de Villalba es un título nobiliario español creado el 2 de abril de 1662 por real decreto del rey Felipe IV de España en favor de Agustín de Villanueva y Díez de Villegas, justicia mayor del Reino de Aragón, regidor perpetuo de Madrid, secretario y pronotario del Consejo Supremo de Aragón, y comendador de Santibáñez de la Orden de Alcántara, pero que no obtuvo el correspondiente real despacho, que con fecha de 15 de febrero de 1693 fue expedido por el rey Carlos II de España a favor de Jerónimo de Villanueva y Fernández de Heredia.

## Marqueses de Villalba
|                        | Titular                                                           | Periodo                |
| Creación por Carlos II | Creación por Carlos II                                            | Creación por Carlos II |
| ---------------------- | ----------------------------------------------------------------- | ---------------------- |
| I                      | Jerónimo de Villanueva y Fernández de Heredia                     | 1693-¿?                |
| II                     | Manuel de Villanueva y Ximénez-Cerdán                             | ¿1732?-1768            |
| III                    | Joaquina de Villanueva y Herrera                                  | 1768-1799              |
| IV                     | María Manuela de Villanueva y Urríes                              | ¿?-1814                |
| V                      | Francisco de Paula de Villanueva y Cañas Sanz de Latrás           | ¿?-1833                |
| VI                     | Francisco Javier de Villanueva Sanz de Latrás y Pérez de Barradas | 1833-1838              |
| VII                    | Francisco de Paula de Villanueva Sanz de Latrás y Zayas           | 1838                   |
| VIII                   | Cecilio Ayllón y Silva Núñez y Muñoz                              | 1839-1856              |
| IX                     | Cecilio Ayllón y Testa                                            | 1856-1887              |
| X                      | Cecilio Ayllón y Villuendas                                       | 1890-1899              |
| XI                     | María de los Ángeles Fernández Cueto y Ayllón                     | 1903-1946              |
| XII                    | Ignacio Rodríguez y Meléndez                                      | 1951 2009              |
| XIII                   | Ignacio Rodríguez Novelle                                         | 2010-actualidad        |

## Historia de los Marqueses de Villalba
Agustín de Villanueva y Díez de Villegas, justicia mayor de Aragón, protonotario del Consejo Supremo de Aragón y regidor perpetuo de Madrid. Era hijo de Agustín de Villanueva y Esteban y de Ana María Díaz de Villegas, emparentada con Francisco de Quevedo. Casó, en la parroquia de San Gil de Zaragoza, el 4 de junio de 1634, con Margarita Fernández de Heredia y Aragón, hermana del X conde de Fuentes. En 1662 fue agraciado con el título de marqués de Villalba pero no lo usó y pasó a su hijo.
- Jerónimo de Villanueva y Fernández de Heredia, I marqués de Villalba, protonotario del Consejo Supremo de Aragón, regidor perpetuo de Madrid y caballero de la Orden de Alcántara.[4]

Casó, en primeras nupcias, en Zaragoza el 25 de febrero de 1653, con Martina Guiomar Terrer de Valenzuela y Fernández de Híjar, hijastra de Miguel Marín de Villanueva, II conde de San Clemente, hija de Martín Terrer de Valenzuela y de Guiomar Fernández de Híjar y Marín de Villanueva. De este primer matrimonio nacieron José, I marqués de Peramán en 1703, y Benito de Villanueva y Terrer de Valenzuela, caballero de la Orden de Alcántara, ambos fallecidos antes que su padre. Benito casó con Catalina Jiménez Cerdán, hija de la segunda esposa de Jerónimo y de Juan Jiménez Cerdán y fueron los padres del II marqués de Villalba y II marqués de Peramán, sucediendo a su tío Benito.
Contrajo un segundo matrimonio con su prima Leonor de Funes y Villalpando Sanz de Latrás, hija de Juan Antonio Funes de Villalpando y Ariño, I marqués de Osera y X señor de la baronía de Quinto, y de segunda esposa, Leonor Sanz de Latrás y Gaztelu, hija de Juan Sanz de Latrás y Cavero, I conde de Atarés, y de su primera esposa, Leonor de Gaztelu y Eza. De este segundo matrimonio nació un hijo llamado Jerónimo que falleció en la infancia. Sucedió su nieto, hijo de Benito de Villanueva y Terrer de Valenzuela y de Catalina Ximénez Cerdán:
- Manuel de Villanueva y Ximénez-Cerdán, II marqués de Villalba, II marqués de Peramán y caballero de la Orden de Alcántara. Ya era marqués marqués de Villalba y de Peramán en 1705 cuando se efectuaron las pruebas para la concesión del título de caballero de la Orden de Alcantara:[8]

Casó en primeras nupcias con Margarita de Herrera y Guisla y en segundas nupcias, alrededor de 1727, con Josefa Lorenza de Urríes Urríes Gurrea y Aragon, natural de Zaragoza. Sucedió su hija del primer matrimonio:
- Joaquina de Villanueva y Herrera (1712-8 de mayo de 1799), III marquesa de Villalba, VII condesa de Atarés, grande de España,[10] y III marquesa de Peramán.[11]

Casó, el 29 de abril de 1737, con Vicente Pascual Vázquez de Coronado y Ferrer de Próxita (m. 4 de marzo de 1772) IV marqués de Coquilla, IV marqués de Villanueva de las Torres, VI conde de Montalvo, VI conde de Gramedo y  vizconde de Villar de Farfán. En 11 de noviembre de 1800, le sucedió su hermana, hija del segundo matrimonio de su padre:
- María Manuela de Villanueva y Urríes>[b](1729-1814), IV marquesa de Villalba, VIII condesa de Atarés, grande de España,[10] y IV marquesa de Peramán.[12]

Casó, el 3 de junio de 1751, con Luis de Arteaga Basurto Chiriboga y Castaños. Sin descendientes, sucedió su sobrino:
- Francisco de Paula Villanueva y Cañas Sanz de Latrás (Valladolid, 1757-Zaragoza, 13 de marzo de 1833), V marqués de Villalba, IX conde de Atarés, grande de España,[10] IV conde de Alba Real,[13] marqués de Peramán y barón de Latrás.[13] Era hijo de Domingo María de Villanueva y Rivera, III conde de Alba Real,[14] y de Nicolasa Rita Cañas y Trelles.[15]

Casó en primeras nupcias, el 12 de enero de 1774, con Luisa Pérez Barradas y Fernández de Córdoba. Contrajo un segundo matrimonio, en 1806, con Manuela Magallón y Armendáriz. Casó en terceras nupcias, el 26 de noviembre de 1816, con Mariana Altarriba y Azcón. Le sucedió su hijo del primer matrimonio:
- Francisco Javier de Villanueva Sanz de Latrás y Pérez de Barradas (Valladolid, 4 de junio de 1777-9 de mayo de 1838), VI marqués de Villalba,[16] X conde de Atarés, grande de España,[10] V conde de Alba Real[16] y prócer del Reino.[17]

Casó, en 1808, con María del Rosario de Zayas y Arias de Saavedra (m. 1848). Sucedió su hijo:
- Francisco de Paula de Villanueva Sanz de Latrás y Zayas (1810-16 de octubre de 1855), VII marqués de Villalba,[16] XI conde de Atarés, grande de España,[18] VI conde de Alba Real,[16] y IV marqués de Peramán, sucediendo a su tía, Joaquina de Villanueva y Herrera, III marquesa de Peramán.[16]

Casó, en primeras nupcias con Inés Pérez de Barradas y Arias de Saavedra (m. 18 de agosto de 1834), hija de Juan Bautista de Barradas VIII marqués de Peñaflor, VI marqués de Cortes de Graena y de su primera esposa Ángela Arias de Saavedra, y en segundas, el 10 de julio de 1835, con Josefa Partt de la Presa (m. 1871).
Cedió el título a favor de Cecilio Ayllón y Silva Núñez y Muñoz; cesión que fue aprobada por real despacho de 7 de noviembre de 1839.
- Cecilio Ayllón y Silva Núñez y Muñoz (m. La Habana, 18 de mayo de 1856), VIII marqués de Villalba,[19] natural de Salamanca, hijo de Serapio Ayllón y Núñez y Agustina de Silva y Muñoz.[21]

Casó, en La Habana, el 19  de mayo de 1824, con María Josefa Eulogia Testa y Soto. Sucedió su hijo en 1856:
- Cecilio Ayllón y Testa (m. La Habana, 11 de enero de 1887), IX marqués de Villalba.[19]

Caso, en La Habana, el 5 de julio de 1854, con María Josefa Villuendas y Gayarre. Sucedió en 1890, por real orden, su hijo:
- Cecilio Ayllón y Villuendas (baut. La Habana, parroquia del Santo Ángel, 19 de abril de 1856-La Habana, 31 de julio de 1899),[21] X marqués de Villalba,[19] abogado y juez de primera instancia en La Habana.[21]

Casó, en La Habana, el 23 de enero de 1884, con María Cortina y Sotolongo. Sin descencencia, le sucedió su prima hermana, hija de José Fernández Cueto y Cueto y de María de los Ángeles Ayllón y Testa.
- María de los Ángeles Fernández-Cueto y Ayllón, XI marquesa de Villalba[22]

Casó, en primeras nupcias con Luis Rodríguez Pérez de Guzmán, II conde de Asmir. Contrajo un segundo matrimonio con Eduardo Vico y Portillo. Sucedió su nieto, hijo de Luis Rodríguez y Fernández-Cueto, III conde de Asmir y caballero de la Orden de Santiago, y de su esposa Magdalena Meléndez Ortiz de Urrechu, hija de Eduardo Meléndez y Polo y de María Magdalena de Urrechu y Rada.
- Ignacio Rodríguez y Meléndez, XII marqués de Villalba[23][24] y IV conde de Asmir.

Casó, el 23 de mayo de 1947, con Mercedes de Iranzo y Comas. Le sucedió su nieto, hijo de Ignacio Rodríguez de Iranzo y de Teresa Novelle Saco:
- Ignacio Rodríguez Novelle, XIII marqués de Villalba.[25]